# Kōkyū

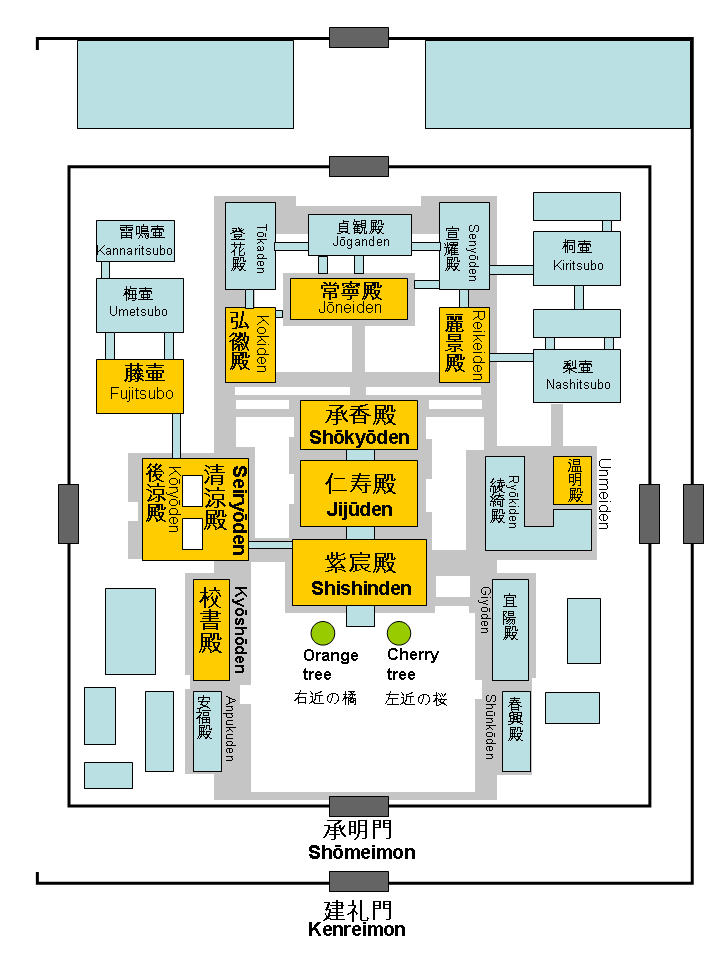
DairiPlan

Kōkyū (後宮) syftar på den del av de kejserliga japanska slotten Dairi (内裏) där den kejserliga familjen och deras kvinnliga hovfunktionärer bodde.
Kōkyū har jämförts med ett harem. Manliga medlemmar av hovet bodde inte i den inre del av palatset. Däremot bodde kejsarens hustru, gemåler, konkubiner och kvinnlig personal tillsammans med den kejserliga familjen i den inre delen av palatset. Hushållet var organiserat i en bestämd hierarki: 